# Wimbledon 2025 – ženská dvouhra
Ženská dvouhra ve Wimbledonu 2025 probíhala v závěru června a první polovině července 2025. Do londýnského tenisového grandslamu, hraného na trávě All England Clubu, nastoupilo sto dvacet osm tenistek. Osmnáct z nich si účast zajistilo v tříkolové kvalifikaci včetně dvou šťastných poražených. Obhájkyní titulu byla česká světová sedmnáctka Barbora Krejčíková, kterou ve třetím kole vyřadila Emma Navarrová. Wimbledon 2025 se stal prvním grandslamem otevřené éry, v němž si žádná osmifinalistka nezahrála v předchozí kariéře finále daného grandslamu.
Vítězkou se stala světová čtyřka Iga Świąteková, která získala šestý grandslamový titul a navázala na triumf z wimbledonské juniorky. Ve finále nepovolila Američance Amandě Anisimovové získat ani jednu hru. V otevřené éře vyhrála i šesté grandslamové finále, což se před ní podařilo jen Courtové, Selešové a Federerovi. Singlovou wimbledonskou trofej vybojovala jako první polský tenista bez ohledu na pohlaví. 

## Turnaj

### Přehled
V hlavní grandslamové soutěži debutovaly Kanaďanka Carson Branstineová, Japonka Aoi Itóová a Britky Hannah Klugmanová s Mikou Stojsavljevicovou a Mingge Xuovou. Do wimbledonské dvouhry spolu s nimi poprvé zasáhly také Emiliana Arangová, Hailey Baptisteová, Kimberly Birrellová, Alexandra Ealaová, Veronika Erjavecová, Talia Gibsonová, Priscilla Honová, Maya Jointová, Iva Jovicová, Polina Kuděrmetovová, Suzan Lamensová, Ella Seidelová, Zeynep Sönmezová a Anastasija Zacharovová. Mezi nasazenými na grandslamu se poprvé objevily Američanky Ashlyn Kruegerová při desáté účasti na majorech a McCartney Kesslerová při šestém takovém startu.
V pozici světové jedničky a nejvýše nasazené do grandslamu potřetí zasáhla Aryna Sabalenková, navíc bez přerušení. Z šestnácti aktivních grandslamových šampionek do areálu All England Clubu přicestovalo třináct včetně čtyř wimbledonských vítězek, Kvitové, Rybakinové, Vondroušové a Krejčíkové. Ze všech účastnic právě Kvitová získala nejvyšší počet 6 titulů na trávě, následována 3 takovými trofejemi Madison Keysové. Loučící se Češka vévodila i statistice nejvyššího počtu 31 trofejí mezi aktivními tenistkami. V rámci startujících odehrála před zahájením nejvyšší počet 51 wimbledonských utkání Kvitová (38–13) a zaznamenala také nejvíce, 38 výher. 68. účastí v grandslamové dvouhře navýšila Viktoria Azarenková nejvyšší hodnotu z přítomných singlistek a mezi aktivními hráčkami vedla i s nejvyšším počtem 164 grandslamových výher. Z aktivních hráček na okruhu držely nejdelší sérii grandslamových účastí Kateřina Siniaková s Julií Putincevovou, když nastoupily do 42. dvouhry za sebou.
Do dvouhry zasáhlo celkem šest singlistek před dovršením 20 let. Nejmladší z nich byla Hannah Klugmanová v 16 letech a 145 dnech při zahájení, dále pak 16letá Mika Stojsavljevicová, 17leté Iva Jovicová s Mingge Xuovou, 18letá Mirra Andrejevová a 19leta Maya Jointová. V Londýně se představilo osm singlistek, které překročily hranici 35 let. Nejstaršími hráčkami ročníku se staly 37leté Němky Tatjana Mariová s Laurou Siegemundovou. Do soutěže nastoupilo devět matek.

### Soutěž

#### 1. kolo
Wimbledonská vítězka z let 2011 a 2014, Češka Petra Kvitová, nastoupila – před ohlášeným koncem kariéry na US Open, pošestnácté a naposledy do dvouhry londýnského grandslamu. Na dvorci č. 1 uhrála před členy rodiny jen čtyři gamy na světovou desítku Emmu Navarrovou. Obhájkyně trofeje, česká světová sedmnáctka Barbora Krejčíková otevřela program druhého dne třísetovou výhrou na centrálním dvorci s Alexandrou Ealaovou. Poražená se stala první Filipínkou ve dvouhře wimbledonské open éry.
Poprvé v otevřené éře grandslamu opustily soutěž již v úvodním kole dvě ze tří nejvýše nasazených, úřadující šampionka French Open a světová dvojka Coco Gauffová s třetí v pořadí Jessicou Pegulaovou. Gauffovou vyřadila ve dvou setech o čtyřicet míst níže postavená Ukrajinka Dajana Jastremská, jež si po výhře nad Plíškovou připsala druhý skapl světové dvojky. Američanka tak od pařížského triumfu prohrála třetí duel v řadě. Až 116. italská žena klasifikace Elisabetta Cocciarettová vyřadila Pegulaovou, znamenající její druhou výhru nad příslušnicí Top 10. V zápase zahrála 17 vítězných míčů na pouhých 5 soupeřky. V 58minutovém klání dosáhla nejkratší grandslamové porážky hráčky ze světové pětky od stejně trvající výhry Niemeierové nad Kontaveitovou ve Wimbledonu 2022.
Přestože si ve druhé sadě vyžádala Kateřina Siniaková čas na ošetření, porazila světovou šestku Čeng Čchin-wen po třísetovém průběhu. Z patnácti brejkbolů jich proměnila pět a v utkání se opřela o kvalitní bekhend. Soupeřka tak potřetí za sebou nepřešla úvodní kolo. Jednaosmdesátá Siniaková potřetí zdolala Číňanku na trávě, obdobně jako v ročníku 2023 a připsala si jedenáctou výhru nad členkou Top 10. Čtvrtou členkou Top 10, která nezvládla vstup do soutěže, byla devátá žena klasifikace Paula Badosová, když nenašla recept na britskou dvojku Katie Boulterovou. Ta počtvrté v kariéře vyřadila tenistku ze světové desítky. Z šesti vítězek travnatých události probíhající sezóny postoupily dále pouze dvě, rosmalenská šampionka Elise Mertensová a berlínská Markéta Vondroušová. Češka přehrála nottinghamskou vítězku McCartney Kesslerovou. Zbylými třemi vyřazenými šampionkami z trávy byly Pegulaová (Bad Homburg), Tatjana Mariová (Queen's Club) a Maya Jointová (Eastbourne).
Zdoláním Jaqueline Cristianové se Zeynep Sönmezová stala první Turkyní, která vyhrála ve wimbledonské open éře zápas. Z tureckých mužů se to před ní podařilo jen Marselu İlhanovi. Jediným utkáním kola, jenž rozhodl až supertiebreak třetí sady, byl duel mezi vítěznou kvalifikantkou Aljaksandrou Sasnovičovou a Francouzkou Varvarou Gračovovou. Sasnovičová nevyužila první mečbol ve druhém setu za stavu her 5–4 a obdobně Gračovová při stejném skóre v závěrečném dějství. V duelu trvajícím 3:24 hodiny měla poražená 30 brejkbolů, z nichž proměnila deset a Sasnovičová vzala soupeřce podání jedenáctkrát.

#### 2. kolo
Obhájkyně finálové účasti, italská světová pětka Jasmine Paoliniová, nenašla recept na Kamillu Rachimovovou. Osmdesátá žena klasifikace tak porazila členku Top 10 až v osmém zápase. Teprve podruhé, po ročníku 2018, nepostoupily čtyři z pěti nejvýše nasazených do třetího kola. Po úvodních dvou fázích byla vyřazena polovina nasazených. Rovněž semifinalistka z předchozího ročníku, Chorvatka Donna Vekićová, hladce podlehla Cristině Bucșové. Španělka si připsala šestou výhru nad příslušnicí Top 30 a podruhé v kariéře prošla do třetího kola grandslamu. Šťastná poražená Solana Sierraová z počátku druhé stovky otočila duel s Britkou Katie Boulterovou, přestože prohrála úvodní sadu v tiebreaku. Ve zbylém průběhu ztratila s členkou elitní padesátky jen tři hry a premiérově zdolala hráčku z Top 50. Druhou postupující kvalifikantkou se stala Francouzka Diane Parryová, jež ukončila účast světové patnáctce Dianě Šnajderové. Po výhře nad Krejčíkovou v roce 2022 dosáhla druhé výhry proti členkám z Top 20.
Šampionka z roku 2023 Markéta Vondroušová podlehla britské jedničce Emmě Raducanuové ve dvou sadách.  Britka tím vylepšila kariérní bilanci s Češkami na 7–3. V třísetové bitvě, jíž rozhodl až supertiebreak, zdolala Dajana Jastremská kvalifikantku Anastasiji Zacharovovou. Soutěž opustila dvacátá tenistka pořadí Beatriz Haddad Maiová po prohře s Maďarkou Dalmou Gálfiovou z druhé světové stovky, jež postupem vyrovnala své grandslamové maximum. Turnajovou osmadvacítku Sofii Keninovou zastavila Španělka Jéssica Bouzasová Maneirová. Lídryně sezóny v počtu 235 zahraných es Jelena Rybakinová ztratila jen čtyři gamy s Mariou Sakkariovou a ovládla páté z šesti vzájemných klání. Řekyně prohrála v roce 2025 devátý z deseti duelů proti soupeřkám Top 20. Berlínská finalistka Wang Sin-jü nezvládla koncovky obou setů se Zeynep Sönmezovou. Ta se v otevřené éře stala první Turkyní ve třetím kole grandslamu. Poslední tureckou zástupkyní ve třetí fázi majoru byla Bahtiye Musluoğluová na Roland Garros 1950.

#### 3. kolo
Vyřazením posledních dvou šampionek v soutěži, Krejčíkové s Rybakinovou, získala wimbledonská dvouhra jistotu nové vítězky v osmém ročníku za sebou.
Obhájkyně trofeje Barbora Krejčíková opustila soutěž po prohře se světovou desítkou Emmou Navarrovou. Do utkání vstoupila dominantně, když v úvodní sadě ztratila jen dva gamy a v úvodu té druhé promolila Američance servis. Poté však Navarrová omezila chyby a trpělivou hrou si zajistila postup nad vyčerpanou Češkou. V rámci open éry tak obhájkyně trofeje potřetí vypadla ve třetím kole, čímž navazála na Venus Williamsovou z roku 2006 a Kvitovou z ročníku 2015. Neobhájené body poslaly Krejčíkovou na žebříčku z druhé do osmé desítky. Jedenáctá žena klasifikace Jelena Rybakinová podlehla ve dvou sadách o jedenáct míst níže postavené Claře Tausonové, která si první kariérní výhru na trávě připsala na předcházejícím nottinghamském turnaji. V duelu se střetly dvě útočně laděné hráčky, s nejvíce zahranými esy z předchozí části sezóny. Na trávě Tausonová porazila členku světové dvacítky až na čtvrtý pokus. Wimbledonským osmifinálem vyrovnala nejlepší výsledek Dánek v otevřené éře, když šestkrát do této fáze prošla Wozniacká. Poslední Češkou v soutěži zůstala Linda Nosková, která si druhé osmifinále na grandslamu zajistila výhrou nad osmdesátou v pořadí Kamillou Rachimovovou. V úvodu dohnala ztrátu gamů 2–5 a v následném tiebreaku nevyužila vedení míčů 6–0, když soupeřka odvrátila všech šest setbolů. Nosková přesto zkrácenou hru ovládla, a přes ztrátu podání ve druhé sadě, otočila i její průběh. Proti hráčkám mimo Top 50 navýšila v probíhající sezóně poměr na 10–2.
Klání žebříčkových sousedek ze závěru Top 20 zvládla Ljudmila Samsonovová, když dovolila Australance Darje Kasatkinové uhrát jen pět her. Osmifinálem vyrovnala své grandslamové maximum, stejně jako Jekatěrina Alexandrovová, která vyřadila Zeynep Sönmezovou. Otočením průběhu druhé sady ze stavu 2–5 Alexandrovová udržela v sezóně sedmizápasovou neporazitelnost proti tenistkám mimo Top 75. Belinda Bencicová dohnala ve třetím setu ztrátu brejku s Elisabettou Cocciarettovou a duel ukončila ziskem supertiebreaku. Počtvrté tak postoupila do wimbledonského osmifinále. 37letá Němka Laura Siegemundová porazila světovou šestku a úřadující šampionku melbournského majoru Madison Keysovou. Třetím vítězstvím v řadě překonala na londýnském pažitu obě výhry, jichž dosáhla od své první účasti v roce 2015. Padesátá tenistka žebříčku Anastasija Pavljučenkovová vyřadila o tři místa níže figurující Japonku Naomi Ósakaovou, přestože ztratila úvodní dějství. 34letá hráčka tak při šestnácté londýnské účasti uplatnila zkušenosti, když po Azarenkové držela druhý nejvyšší počet 65 grandslamových startů.
Světová jednička Aryna Sabalenková zvládla na grandslamu pošestnácté nástrahy třetího kola. Dvousetovou výhrou ukončila účast čtyřicáté tenistce žebříčku Emmě Raducanuové, a celkový poměr s Britkami navýšila na 8–0. Proti hráčkám mimo Top 20 dosáhla v sezóně jubilejní třicáté výhry. Poslední Britkou v soutěži zůstala Sonay Kartalová po vyřazení Francouzky Diane Parryové, čímž na majorech o kolo vylepšila kariérní maximum z předchozího ročníku. Ve 21. století se stala čtvrtou nenasazenou osmifinalistkou ze Spojeného království, po Robsonové (2013), Raducanuové (2021, 2024) a Watsonové (2022). Výhra nad 102. hráčkou žebříčku Cristinou Bucșovou učinila ze 101. ženy klasifikace Solany Sierraové první šťastnou poraženou, která se ve Wimbledonu probojovala do osmifinále. V grandslamové open éře se to před ní podařilo šesti tenistkám, první z nich Strachoňové na French Open 1980. Vůbec poprvé postoupily dvě šťastné poražené kvalifikantky do grandslamového osmifinále v jediné sezóně, když stejný výkon předvedla i Lysová na Australian Open 2025.

#### 4. kolo
Wimbledon 2025 se stal prvním grandslamem v otevřené éře, na němž žádná z šestnácti zbývajících hráček nehrála v předchozí kariéře finále daného turnaje.
Aryna Sabalenková prošla do grandslamového osmifinále pojedenácté v řadě, znamenající nejvíce takových účastí od devatenácti osmifinále Sereny Williamsové mezi US Open 2014 a Australian Open 2019. Potřinácté se střetla s bývalou deblovou partnerkou Elise Mertensovou, čímž vyrovnala svůj nejvyšší počet vzájemných duelů proti Świątekové. Belgičanku porazila pojedenácté, vícekrát než jakoukoli hráčku na okruhu. Mertensová tak nezvládla ani šesté klání s úřadující světovou jedničkou.  20letá Linda Nosková nestačila ve třísetovém dramatu na finalistku z Queen’s Clubu Amandu Anisimovovou, která podesáté v sezóně uspěla na trávě. V závěrečné sadě Češka prohospodařila vedení gamů 3–1, a ze zbylých šesti her si připsala už jen jedinou.
Souboj žebříčkových sousedek ovládla světová padesátka Anastasija Pavljučenkovová, potýkající se od února 2025 s lymskou boreliózou. Po dvousetovém průběhu vyřadila poslední Britku v soutěži Sonay Kartalovou. Zopakovala tak wimbledonské čtvrtfinálové maximum z roku 2016 a na majorech prošla podesáté do této fáze. V devátém gamu úvodní sady selhalo elektronické hlášení míčů ve chvíli, kdy Britka zahrála míč viditelně za základní čáru, což potvrdil televizní záznam. Pavljučenkovová tak měla zakončit hru a ujmout se vedení 5–4. Zahlášení autu ale nenastalo. Oficiální videozáznam nebyl dostupný a hlavní rozhodčí nechal výměnu opakovat. Kartalová pak game získala ve svůj prospěch. Následný setbol neproměnila a sadu ztratila v tiebreaku. Pořadatelé nejdříve zveřejnili video incidentu na síti X, ale poté ho smazali. Oběma se omluvili se zdůvodněním, že technologie nefungovala celý game kvůli lidské chybě. V utkání hráček z počátku druhé stovky klasifikace dovolila Laura Siegemundová získat jen pět gamů – o 16 let mladší – Argentince Solaně Sierraové. Po French Open 2020 Němka pronikla podruhé do grandslamového čtvrtfinále. Na trávě vyrovnala své maximum z Bad Homburg Open 2021.
Sedmá hráčka klasifikace Mirra Andrejevová ztratila pět her proti desáté ženě pořadí Emmě Navarrové, když využila šest ze sedmi brejkbolů. Podesáté v kariéře zdolala členku elitní světové desítky, z toho pošesté v sezóně. V 18 letech a 75 dnech se stala nejmladší wimbledonskou čtvrtfinalistkou od Nicole Vaidišové, která při postupu v roce 2007 dosáhla na den stejného věku. Mezi poslední osmičku v All England Clubu prošla jako první teenagerka od Azarenkové s Lisickou v ročníku 2009. Postupem na trávě vyrovnala své maximum z Bad Homburg Open 2025. Andrejevová rovněž představovala nejmladší tenistku od Vaidišové v roce 2006, která si v jedné sezóně zahrála čtvrtá kola na úvodních třech grandslamech. Pět her ztratila světová čtyřka Iga Świąteková s Clarou Tausonovou, proti níž zvládla i druhý vzájemný duel. Dvanáctou účast v grandslamovém čtvrtfinále dosáhla ve 24 letech jako nejmladší od 20leté Marie Šarapovové, která do této fáze podvanácté postoupila na Australian Open 2008. Poražená Dánka byla v 65minutovém zápase indisponovaná nemocí.
Třicátá pátá hráčka žebříčku Belinda Bencicová porazila sedmnáctou Jekatěrinu Alexandrovovou ve dvou setech, když využila až šestý mečbol. Vyhrála tak páté z devíti vzájemných klání a soupeřce oplatila čerstvou prohru z Bad Homburgu, kde se vracela na okruh po zranění paže. Minimálně čtvrtfinále si v předchozí grandslamové kariéře zahrála třikrát na US Open. Ve wimbledonské otevřené éře se v této fázi objevila jako čtvrtá Švýcarka, po Hingisové (1997, 1998, 2000), Bacsinszké (2015) a Golubicové (2021). První účast v singlovém čtvrtfinále majorů si zajistila Ljudmila Samsonovová po zvládnutých koncovkách obou setů se Španělkou Jéssicou Bouzasovou Maneirovou ze sedmé světové desítky.

#### Čtvrtfinále
Ve třetím nejdelším utkání odehrané části ročníku, trvajícím 2:54 hodiny, vypadla Laura Siegemundová s Arynou Sabalenkovou. Ta se výhrou jako první kvalifikovala na závěrečný Turnaj mistryň. V rozhodující třetí sadě Siegemundová jako první dvakrát prolomila podání soupeřky. Náskok brejku ale ani jednou neudržela, když si Sabalenková vzala servis vždy zpátky. Favoritka pak při vedení her 5–4 brejkla Němku potřetí a zdolala ji i potřetí v kariéře. Sabalenková se stala osmou světovou jedničkou, která během působení na čele žebříčku WTA postoupila do čtvrtfinále na prvních třech grandslamech. Naposledy se to podařilo Sereně Williamsové v letech 2002–2003. Rovněž jako první tenistka od Clijstersové s Heninovou v sezóně 2006 neztratila na cestě do čtvrtfinále úvodních tří grandslamů sezóny žádný set. Bilanci čtvrtfinále na „turnajích velké čtyřky“ vylepšila na 12–1, s jedinou porážkou na French Open 2024. Od US Open 2022 zvládla jedenácté čtvrtfinále majoru v řadě, čímž se posunula na sdílenou osmou příčku open éry ke Courtové, Selešové a Hingisové. 37letá Siegemundová nevyužila šanci stát se nejstarší debutující semifinalistkou na grandslamu, rekordu drženém 34letou Mariovou z Wimbledonu 2022, ani možnost jako nejstarší tenistka porazit světovou jedničku.
Po dominantním úvodním setu, zvládla světová dvanáctka Amanda Anisimovová proti Anastasiji Pavljučenkovové i druhý v tiebreaku. Duel mohla ukončit již za stavu gamů 5–4, kdy nevyužila dva mečboly na příjmu. Ve zkrácené hře pak Pavljučenkovová prohospodařila vedení míčů 6–3 a pět setbolů. Američance podlehla i počtvrté v kariéře. Po French Open 2019 postoupila Anisimovová do druhého semifinále grandslamu. Po skončení měla jistý debut v elitní světové desítce. Ve 23 letech byla nejmladší americkou semifinalistkou Wimbledonu od Sereny Williamsové v roce 2004. Sabalenková nevyužila šanci projít do čtvrtého finále grandslamu v řadě, což se naposledy podařilo Sereně Williamsové v letech 2014–2015.
Oběma získanými tiebreaky rozhodla Belinda Bencicová o výhře nad světovou sedmičkou Mirrou Andrejevovou, když v úvodní sadě využila první setbol a ve druhé první mečbol. V prvním vzájemném duelu, proti o deset let mladší soupeřce, získala 38. vítězství nad příslušnicí světové desítky. Po US Open 2019 pronikla do druhého semifinále grandslamu. Interval mezi dvěma semifinále u jedné hráčky – 5 let a 309 dnů, byl pátý nejdelší v otevřené éře. Ve wimbledonské open éře se Bencicová stala druhou Švýcarkou mezi poslední čtyřkou, po Hingisové z let 1997 a 1998. Do sezóny vstoupila po mateřské dovolené jako 489. hráčka žebříčku. Výhra jí zajistila návrat do elitní světové dvacítky. Vzhledem k tomu, že Anisimovová nezískala titul, debutovala Andrejevová po skončení v elitní světové pětce.
Po dvousetovém průběhu zdolala Iga Świąteková i popáté v kariéře Ljudmilu Samsonovovou. Vylepšila tím wimbledonské čtvrtfinálové maximum z roku 2023 a podeváté odešla z grandslamového čtvrtfinále jako vítězka. Spolu se Sabalenkovou byly jedinými tenistkami sezóny, které si zahrály čtvrtfinále na třech úvodních majorech. Šampionka londýnské juniorky Świąteková zkompletovala jako čtvrtá aktivní hráčka semifinálové účasti na všech čtyřech grandslamech, po Karolíně Plíškové, Azarenkové a Sabalenkové. V All England Clubu rovněž představovala první polskou semifinalistku od Agnieszky Radwańské v roce 2015.

#### Semifinále
Ani potřetí nepostoupila Aryna Sabalenková z wimbledonského semifinále, když ve třech sadách podlehla Amandě Anisimovové. Zopakovala tak scénář z let 2021 a 2023. Vyrovnaný průběh se odrazil ve statistikách, když Sabalenková zahrála o jeden vítězný úder více (31 ku 30) a zaznamenala o pět nevynucených chyb méně (37 ku 42). Anisimovová přehrála členku Top 5 pošesté v kariéře, z toho počtvrté právě Sabalenkovou. Vzájemnou bilanci výher navýšila na 6–3; na trávě se obě předtím nikdy neutkaly. Američanka porazila poprvé světovou jedničku, když dva takové duely předtím prohrála. Do prvního grandslamového finále postoupila ve 23 letech jako první wimbledonská finalistka narozená ve 21. století, a sedmá taková v rámci celého grandslamu. Krátce nato byla druhou Świąteková narozená v témže roce.
Ve druhém semifinále povolila Iga Świąteková uhrát Belindě Bencicové jen dva gamy. Brejkbolům čelila jen v úvodní hře druhého dějství. Po jejich odvrácení uštědřila Švýcarce „kanára“, v rámci zisku posledních osmi gamů zápasu. Na vítězné míče soupeřku přestřílela 26 ku 11, získala 83 % míčů po prvním podání a při šesti volejích byla bezchybná na síti. Ze 72minutového klání dvou semifinálových debutantek na londýnském pažitu postoupila Świąteková do 28. finále na okruhu WTA Tour, šestého na grandslamu a teprve druhého na trávě. První takové prohrála o dva týdny dříve v Bad Homburgu. Na majorech se představila v devátém semifinále a jako první Polka otevřené éry zkompletovala semifinálové účasti na všech čtyřech grandslamech. Bencicová, která ze všech startujících strávila před začátkem utkání nejdelší dobu na dvorci – 10  hodin a 10 minut, nezvládla na grandslamu ani druhé semifinále.
Z pozice osmé nasazené ovládla grandslam open éry jako třetí, po Bartyové na Roland Garros 2019 a Kvitové ve Wimbledonu 2011. Ve finále vyhrála jubilejní 100. grandslamovou dvouhru, při zápasové bilanci 100–20. Této hranici dosáhla nejrychleji od Sereny Williamsové v sezóně 2004, která k jeímu pokoření potřebovala 116 utkání. 

#### Finále: Šestý grandslamový triumf pro Świątekovou
| Statistiky finále        | Statistiky finále   | Statistiky finále |
| Anisimovová              |                     | Świąteková        |
| ------------------------ | ------------------- | ----------------- |
| 0                        | esa                 | 3                 |
| 5                        | dvojchyby           | 2                 |
| 19/42                    | 1. podání do dvorce | 29/37             |
| 5/19                     | úspěšnost 1. podání | 21/29             |
| 8/23                     | úspěšnost 2. podání | 5/8               |
| 8                        | vítězné míče        | 10                |
| 28                       | nevynucené chyby    | 11                |
| 0/0                      | brejkboly           | 6/9               |
| 24/79                    | získané body        | 55/79             |
| délka utkání 0.58 hodiny |                     |                   |

Vítězkou se stala světová čtyřka Iga Świąteková, která v 57minutovém finále deklasovala o tři měsíce mladší dvanáctou ženu klasifikace Amandu Anisimovovou po setech 6–0 a 6–0. Obě se v minulosti střetly jen ve finále juniorského Fed Cupu 2016. Poražená Američanka, která do soutěže vstoupila rovněž bez ztráty hry, mohla uzavřít game pouze jednou, ve třetí hře úvodní sady, kdy na podání nevyužila čtyři gameboly. Ve wimbledonské otevřené éře se jednalo o první finále, v němž šampionka neztratila žádný game. V předchozí historii grandslamové open éry, datované od roku 1968, vyhrála finále dvěma „kanáry“ pouze  Steffi Grafová, když na French Open 1988 porazila Natašu Zverevovou. Od založení Wimbledonu v roce 1877 dokázala tímto výsledkem, v závěrečném utkání dvouhry, vyhrát jen Dorothea Douglassová Chambersová v roce 1911.
Na grandslamech Świąteková udržela šestým titulem finálovou neporazitelnost, což se před ní v open éře podařilo jen Margaret Courtové, Monice Selešové a Rogeru Federerovi. Na okruhu WTA Tour získala třiadvacátý titul a vůbec první na trávě. Na ní si první finále zahrála o dva týdny dříve na Bad Homburg Open. Ve Wimbledonu se stala třináctou aktivní hráčkou s tituly ze všech povrchů, stejně jako prvním polským vítězem dvouhry bez ohledu na pohlaví. Vylepšila tak finálová maxima krajanek Jadwigy Jędrzejowské (1937) a Agnieszky Radwańské (2012). Jednalo se o její první triumf od výhry na French Open 2024. Prvním wimbledonským titulem se stala osmou hráčkou, která ovládla grandslamové turnaje na antuce, trávě i tvrdém povrchu, a jedinou stále aktivní. Ve 24 letech  zkompletovala grandslamy na všech třech površích jako nejmladší od Sereny Williamsové v roce 2002. Představovala i nejmladší šestinásobnou finalistku „turnajů velké čtyřky“ od Heninové v roce 2006.
Ve wimbledonském finále se poprvé objevily tenistky narozené ve 21. století. V open éře se jednalo o desáté finále ženského grandslamu, do něhož zasáhly hráčky narozené v témže roce (2001), a druhé takové wimbledonské v řadě.. Z pozice osmé nasazené Świąteková ovládla grandslam jako třetí, po Bartyové na Roland Garros 2019 a Kvitové ve Wimbledonu 2011. Ve finále vyhrála jubilejní 100. grandslamovou dvouhru, při zápasové bilanci 100–20. Této hranici dosáhla nejrychleji od Sereny Williamsové v sezóně 2004, která k jejímu pokoření potřebovala 116 utkání.

## Nasazení hráček
1.    Aryna Sabalenková (semifinále)
 2.   ' Coco Gauffová (1. kolo)
 3.    Jessica Pegulaová (1. kolo)
 4.    Jasmine Paoliniová (2. kolo)
 5.    Čeng Čchin-wen (1. kolo)
 6.    Madison Keysová (3. kolo)
 7.    Mirra Andrejevová (čtvrtfinále)
 8.    Iga Świąteková (vítězka)
 9.    Paula Badosová (1. kolo)
10.    Emma Navarrová (4. kolo)
11.    Jelena Rybakinová (3. kolo)
12.    Diana Šnajderová (2. kolo)
13.    Amanda Anisimovová (finále)
14.    Elina Svitolinová (3. kolo)
15.    Karolína Muchová (1. kolo)
16.    Darja Kasatkinová (3. kolo)
17.    Barbora Krejčíková (3. kolo)
18.    Jekatěrina Alexandrovová (4. kolo)
19.    Ljudmila Samsonovová (čtvrtfinále)
20.    Jeļena Ostapenková (1. kolo)
21.    Beatriz Haddad Maiová (2. kolo)
22.    Donna Vekićová (2. kolo)
23.    Clara Tausonová (4. kolo)
24.    Elise Mertensová (4. kolo)
25.    Magdalena Fręchová (1. kolo)
26.    Marta Kosťuková (1. kolo)
27.    Magda Linetteová (1. kolo)
28.    Sofia Keninová (2. kolo)
29.    Leylah Fernandezová (2. kolo)
30.    Linda Nosková (4. kolo)
31.    Ashlyn Kruegerová (2. kolo)
32.    McCartney Kesslerová (1. kolo)

## Pavouk
| Legenda                                                       |                                                                        |                                                   |
| - Q – kvalifikant - WC – divoká karta - LL – šťastný poražený | - Alt – náhradník - SE – zvláštní výjimka - PR/SR – žebříčková ochrana | - w/o – bez boje - r – skreč - d – diskvalifikace |

### Finálová fáze
|  | Čtvrtfinále | Čtvrtfinále                | Čtvrtfinále        | Čtvrtfinále | Čtvrtfinále |                   |                    | Semifinále | Semifinále         | Semifinále | Semifinále | Semifinále |  |  | Finále | Finále | Finále | Finále | Finále |
|  |             |                            |                    |             |             |                   |                    |            |                    |            |            |            |  |  |        |        |        |        |        |
|  | 1           | Aryna Sabalenková          | 4                  | 6           | 6           |                   |                    |            |                    |            |            |            |  |  |        |        |        |        |        |
|  |             | Laura Siegemundová         | 6                  | 2           | 4           |                   |                    |            |                    |            |            |            |  |  |        |        |        |        |        |
|  |             | Laura Siegemundová         | 6                  | 2           | 4           | 1                 | Aryna Sabalenková  | 4          | 6                  | 4          |            |            |  |  |        |        |        |        |        |
|  |             |                            |                    |             |             |                   | Aryna Sabalenková  | 4          | 6                  | 4          |            |            |  |  |        |        |        |        |        |
|  |             | 13                         | Amanda Anisimovová | 6           | 4           | 6                 |                    |            |                    |            |            |            |  |  |        |        |        |        |        |
|  | 13          | 13                         | Amanda Anisimovová | 6           | 4           | 6                 | Amanda Anisimovová | 6          | 711                |            |            |            |  |  |        |        |        |        |        |
|  | 13          |                            |                    |             |             |                   | Amanda Anisimovová | 6          | 711                |            |            |            |  |  |        |        |        |        |        |
|  |             | Anastasija Pavljučenkovová | 1                  | 69          |             |                   |                    |            |                    |            |            |            |  |  |        |        |        |        |        |
|  |             |                            |                    |             |             |                   |                    | 13         | Amanda Anisimovová | 0          | 0          |            |  |  |        |        |        |        |        |
|  |             |                            |                    |             |             |                   |                    |            |                    |            |            |            |  |  |        |        |        |        |        |
|  |             | 8                          | Iga Świąteková     | 6           | 6           |                   |                    |            |                    |            |            |            |  |  |        |        |        |        |        |
|  | 7           | 8                          | Iga Świąteková     | 6           | 6           | Mirra Andrejevová | 63                 | 62         |                    |            |            |            |  |  |        |        |        |        |        |
|  | 7           |                            |                    |             |             | Mirra Andrejevová | 63                 | 62         |                    |            |            |            |  |  |        |        |        |        |        |
|  |             | Belinda Bencicová          | 7                  | 7           |             |                   |                    |            |                    |            |            |            |  |  |        |        |        |        |        |
|  |             | Belinda Bencicová          | 7                  | 7           |             | Belinda Bencicová | 2                  | 0          |                    |            |            |            |  |  |        |        |        |        |        |
|  |             |                            |                    |             |             |                   | 2                  | 0          |                    |            |            |            |  |  |        |        |        |        |        |
|  |             | 8                          | Iga Świąteková     | 6           | 6           |                   |                    |            |                    |            |            |            |  |  |        |        |        |        |        |
|  | 8           | 8                          | Iga Świąteková     | 6           | 6           | Iga Świąteková    | 6                  | 7          |                    |            |            |            |  |  |        |        |        |        |        |
|  | 8           |                            |                    |             |             | Iga Świąteková    | 6                  | 7          |                    |            |            |            |  |  |        |        |        |        |        |
|  | 19          | Ljudmila Samsonovová       | 2                  | 5           |             |                   |                    |            |                    |            |            |            |  |  |        |        |        |        |        |

### Horní polovina

#### 1. sekce
| První kolo | První kolo    | První kolo | První kolo | První kolo |  |  | Druhé kolo | Druhé kolo    | Druhé kolo | Druhé kolo | Druhé kolo |  |  | Třetí kolo | Třetí kolo  | Třetí kolo | Třetí kolo | Třetí kolo |  |  | Čtvrté kolo | Čtvrté kolo | Čtvrté kolo | Čtvrté kolo | Čtvrté kolo |
|            |               |            |            |            |  |  |            |               |            |            |            |  |  |            |             |            |            |            |  |  |             |             |             |             |             |
| 1          | A Sabalenka   | 6          | 7          |            |  |  |            |               |            |            |            |  |  |            |             |            |            |            |  |  |             |             |             |             |             |
| Q          | C Branstine   | 1          | 5          |            |  |  | 1          | A Sabalenka   | 7          | 6          |            |  |  |            |             |            |            |            |  |  |             |             |             |             |             |
|            | L Sun         | 4          | 4          |            |  |  |            | M Bouzková    | 64         | 4          |            |  |  |            |             |            |            |            |  |  |             |             |             |             |             |
|            | M Bouzková    | 6          | 6          |            |  |  |            |               |            |            |            |  |  | 1          | A Sabalenka | 78         | 6          |            |  |  |             |             |             |             |             |
|            | E Raducanu    | 6          | 6          |            |  |  |            |               |            |            |            |  |  |            | E Raducanu  | 6          | 4          |            |  |  |             |             |             |             |             |
| WC         | M Xu          | 3          | 3          |            |  |  |            | E Raducanu    | 6          | 6          |            |  |  |            |             |            |            |            |  |  |             |             |             |             |             |
|            | M Vondroušová | 6          | 7          |            |  |  |            | M Vondroušová | 3          | 3          |            |  |  |            |             |            |            |            |  |  |             |             |             |             |             |
| 32         | M Kessler     | 1          | 63         |            |  |  |            |               |            |            |            |  |  |            |             |            |            |            |  |  | 1           | A Sabalenka | 6           | 7           |             |
| 24         | E Mertens     | 6          | 6          |            |  |  |            |               |            |            |            |  |  |            |             |            |            |            |  |  | 24          | E Mertens   | 4           | 64          |             |
| Q          | L Fruhvirtová | 4          | 2          |            |  |  | 24         | E Mertens     | 65         | 6          | 6          |  |  |            |             |            |            |            |  |  |             |             |             |             |             |
|            | A Li          | 6          | 4          | 6          |  |  |            | A Li          | 7          | 1          | 2          |  |  |            |             |            |            |            |  |  |             |             |             |             |             |
|            | V Golubic     | 3          | 6          | 1          |  |  |            |               |            |            |            |  |  | 24         | E Mertens   | 6          | 7          |            |  |  |             |             |             |             |             |
|            | V Gračova     | 4          | 7          | 68         |  |  |            |               |            |            |            |  |  | 14         | E Svitolina | 1          | 64         |            |  |  |             |             |             |             |             |
| Q          | A Sasnovič    | 6          | 65         | 710        |  |  | Q          | A Sasnovič    | 2          | 4          |            |  |  |            |             |            |            |            |  |  |             |             |             |             |             |
|            | A Bondár      | 3          | 1          |            |  |  | 14         | E Svitolina   | 6          | 6          |            |  |  |            |             |            |            |            |  |  |             |             |             |             |             |
| 14         | E Svitolina   | 6          | 6          |            |  |  |            |               |            |            |            |  |  |            |             |            |            |            |  |  |             |             |             |             |             |

#### 2. sekce
| První kolo | První kolo  | První kolo | První kolo | První kolo |  |  | Druhé kolo | Druhé kolo  | Druhé kolo | Druhé kolo | Druhé kolo |  |  | Třetí kolo | Třetí kolo  | Třetí kolo | Třetí kolo | Třetí kolo |  |  | Čtvrté kolo | Čtvrté kolo | Čtvrté kolo | Čtvrté kolo | Čtvrté kolo |
|            |             |            |            |            |  |  |            |             |            |            |            |  |  |            |             |            |            |            |  |  |             |             |             |             |             |
| 9          | P Badosa    | 2          | 6          | 4          |  |  |            |             |            |            |            |  |  |            |             |            |            |            |  |  |             |             |             |             |             |
|            | K Boulter   | 6          | 3          | 6          |  |  |            | K Boulter   | 79         | 2          | 1          |  |  |            |             |            |            |            |  |  |             |             |             |             |             |
| LL         | S Sierra    | 6          | 710        |            |  |  | LL         | S Sierra    | 67         | 6          | 6          |  |  |            |             |            |            |            |  |  |             |             |             |             |             |
|            | O Gadecki   | 2          | 68         |            |  |  |            |             |            |            |            |  |  | LL         | S Sierra    | 7          | 1          | 6          |  |  |             |             |             |             |             |
|            | A Todoni    | 4          | 4          |            |  |  |            |             |            |            |            |  |  |            | C Bucșa     | 5          | 6          | 1          |  |  |             |             |             |             |             |
|            | C Bucșa     | 6          | 6          |            |  |  |            | C Bucșa     | 6          | 6          |            |  |  |            |             |            |            |            |  |  |             |             |             |             |             |
|            | K Birrell   | 0          | 4          |            |  |  | 22         | D Vekić     | 1          | 3          |            |  |  |            |             |            |            |            |  |  |             |             |             |             |             |
| 22         | D Vekić     | 6          | 6          |            |  |  |            |             |            |            |            |  |  |            |             |            |            |            |  |  | LL          | S Sierra    | 3           | 2           |             |
| 29         | L Fernandez | 6          | 6          |            |  |  |            |             |            |            |            |  |  |            |             |            |            |            |  |  |             | L Siegemund | 6           | 6           |             |
| WC         | H Klugman   | 1          | 3          |            |  |  | 29         | L Fernandez | 2          | 3          |            |  |  |            |             |            |            |            |  |  |             |             |             |             |             |
|            | P Stearns   | 4          | 2          |            |  |  |            | L Siegemund | 6          | 6          |            |  |  |            |             |            |            |            |  |  |             |             |             |             |             |
|            | L Siegemund | 6          | 6          |            |  |  |            |             |            |            |            |  |  |            | L Siegemund | 6          | 6          |            |  |  |             |             |             |             |             |
|            | O Danilović | 6          | 6          |            |  |  |            |             |            |            |            |  |  | 6          | M Keys      | 3          | 3          |            |  |  |             |             |             |             |             |
| Q          | Š Čang      | 2          | 4          |            |  |  |            | O Danilović | 4          | 2          |            |  |  |            |             |            |            |            |  |  |             |             |             |             |             |
|            | E-G Ruse    | 7          | 5          | 5          |  |  | 6          | M Keys      | 6          | 6          |            |  |  |            |             |            |            |            |  |  |             |             |             |             |             |
| 6          | M Keys      | 64         | 7          | 7          |  |  |            |             |            |            |            |  |  |            |             |            |            |            |  |  |             |             |             |             |             |

#### 3. sekce
| První kolo | První kolo    | První kolo | První kolo | První kolo |  |  | Druhé kolo | Druhé kolo    | Druhé kolo | Druhé kolo | Druhé kolo |  |  | Třetí kolo | Třetí kolo  | Třetí kolo | Třetí kolo | Třetí kolo |  |  | Čtvrté kolo | Čtvrté kolo | Čtvrté kolo | Čtvrté kolo | Čtvrté kolo |
|            |               |            |            |            |  |  |            |               |            |            |            |  |  |            |             |            |            |            |  |  |             |             |             |             |             |
| 4          | J Paolini     | 2          | 6          | 6          |  |  |            |               |            |            |            |  |  |            |             |            |            |            |  |  |             |             |             |             |             |
| PR         | A Sevastova   | 6          | 3          | 2          |  |  | 4          | J Paolini     | 6          | 4          | 4          |  |  |            |             |            |            |            |  |  |             |             |             |             |             |
|            | K Rachimova   | 5          | 6          | 6          |  |  |            | K Rachimova   | 4          | 6          | 6          |  |  |            |             |            |            |            |  |  |             |             |             |             |             |
|            | A Itó         | 7          | 3          | 2          |  |  |            |               |            |            |            |  |  |            | K Rachimova | 6          | 5          |            |  |  |             |             |             |             |             |
|            | E Lys         | 6          | 5          | 6          |  |  |            |               |            |            |            |  |  | 30         | L Nosková   | 78         | 7          |            |  |  |             |             |             |             |             |
|            | J Jüan        | 4          | 7          | 2          |  |  |            | E Lys         | 2          | 6          | 3          |  |  |            |             |            |            |            |  |  |             |             |             |             |             |
|            | B Pera        | 2          | 4          |            |  |  | 30         | L Nosková     | 6          | 2          | 6          |  |  |            |             |            |            |            |  |  |             |             |             |             |             |
| 30         | L Nosková     | 6          | 6          |            |  |  |            |               |            |            |            |  |  |            |             |            |            |            |  |  | 30          | L Nosková   | 2           | 7           | 4           |
| 21         | B Haddad Maia | 79         | 6          |            |  |  |            |               |            |            |            |  |  |            |             |            |            |            |  |  | 13          | A Anisimova | 6           | 5           | 6           |
|            | R Šramková    | 67         | 4          |            |  |  | 21         | B Haddad Maia | 67         | 1          |            |  |  |            |             |            |            |            |  |  |             |             |             |             |             |
| WC         | H Dart        | 6          | 3          | 5          |  |  |            | D Gálfi       | 79         | 6          |            |  |  |            |             |            |            |            |  |  |             |             |             |             |             |
|            | D Gálfi       | 3          | 6          | 7          |  |  |            |               |            |            |            |  |  |            | D Gálfi     | 3          | 7          | 3          |  |  |             |             |             |             |             |
| PR         | Y Wickmayer   | 0          | 3          |            |  |  |            |               |            |            |            |  |  | 13         | A Anisimova | 6          | 5          | 6          |  |  |             |             |             |             |             |
|            | R Zarazúa     | 6          | 6          |            |  |  |            | R Zarazúa     | 4          | 3          |            |  |  |            |             |            |            |            |  |  |             |             |             |             |             |
|            | J Putinceva   | 0          | 0          |            |  |  | 13         | A Anisimova   | 6          | 6          |            |  |  |            |             |            |            |            |  |  |             |             |             |             |             |
| 13         | A Anisimova   | 6          | 6          |            |  |  |            |               |            |            |            |  |  |            |             |            |            |            |  |  |             |             |             |             |             |

#### 4. sekce
| První kolo | První kolo      | První kolo | První kolo | První kolo |  |  | Druhé kolo | Druhé kolo      | Druhé kolo | Druhé kolo | Druhé kolo |  |  | Třetí kolo | Třetí kolo      | Třetí kolo | Třetí kolo | Třetí kolo |  |  | Čtvrté kolo | Čtvrté kolo     | Čtvrté kolo | Čtvrté kolo | Čtvrté kolo |
|            |                 |            |            |            |  |  |            |                 |            |            |            |  |  |            |                 |            |            |            |  |  |             |                 |             |             |             |
| 12         | D Šnajder       | 7          | 6          |            |  |  |            |                 |            |            |            |  |  |            |                 |            |            |            |  |  |             |                 |             |             |             |
|            | M Učidžima      | 65         | 3          |            |  |  | 12         | D Šnajder       | 4          | 1          |            |  |  |            |                 |            |            |            |  |  |             |                 |             |             |             |
| Q          | D Parry         | 4          | 6          | 6          |  |  | Q          | D Parry         | 6          | 6          |            |  |  |            |                 |            |            |            |  |  |             |                 |             |             |             |
| Q          | P Martić        | 6          | 3          | 2          |  |  |            |                 |            |            |            |  |  | Q          | D Parry         | 4          | 2          |            |  |  |             |                 |             |             |             |
|            | V Tomova        | 7          | 2          |            |  |  |            |                 |            |            |            |  |  |            | S Kartal        | 6          | 6          |            |  |  |             |                 |             |             |             |
|            | O Džabúr        | 65         | 0r         |            |  |  |            | V Tomova        | 2          | 2          |            |  |  |            |                 |            |            |            |  |  |             |                 |             |             |             |
|            | S Kartal        | 7          | 2          | 6          |  |  |            | S Kartal        | 6          | 6          |            |  |  |            |                 |            |            |            |  |  |             |                 |             |             |             |
| 20         | J Ostapenko     | 5          | 6          | 2          |  |  |            |                 |            |            |            |  |  |            |                 |            |            |            |  |  |             | S Kartal        | 63          | 4           |             |
| 31         | A Krueger       | 6          | 6          |            |  |  |            |                 |            |            |            |  |  |            |                 |            |            |            |  |  |             | A Pavljučenkova | 7           | 6           |             |
| WC         | M Stojsavljevic | 3          | 2          |            |  |  | 31         | A Krueger       | 64         | 4          |            |  |  |            |                 |            |            |            |  |  |             |                 |             |             |             |
|            | A Pavljučenkova | 4          | 6          | 6          |  |  |            | A Pavljučenkova | 7          | 6          |            |  |  |            |                 |            |            |            |  |  |             |                 |             |             |             |
|            | A Tomljanović   | 6          | 3          | 2          |  |  |            |                 |            |            |            |  |  |            | A Pavljučenkova | 3          | 6          | 6          |  |  |             |                 |             |             |             |
|            | N Ósaka         | 6          | 7          |            |  |  |            |                 |            |            |            |  |  |            | N Ósaka         | 6          | 4          | 4          |  |  |             |                 |             |             |             |
| Q          | T Gibson        | 4          | 64         |            |  |  |            | N Ósaka         | 6          | 6          |            |  |  |            |                 |            |            |            |  |  |             |                 |             |             |             |
|            | K Siniaková     | 7          | 4          | 6          |  |  |            | K Siniaková     | 3          | 2          |            |  |  |            |                 |            |            |            |  |  |             |                 |             |             |             |
| 5          | Č-w Čeng        | 5          | 6          | 1          |  |  |            |                 |            |            |            |  |  |            |                 |            |            |            |  |  |             |                 |             |             |             |

### Dolní polovina

#### 5. sekce
| První kolo | První kolo    | První kolo | První kolo | První kolo |  |  | Druhé kolo | Druhé kolo    | Druhé kolo | Druhé kolo | Druhé kolo |  |  | Třetí kolo | Třetí kolo   | Třetí kolo | Třetí kolo | Třetí kolo |  |  | Čtvrté kolo | Čtvrté kolo | Čtvrté kolo | Čtvrté kolo | Čtvrté kolo |
|            |               |            |            |            |  |  |            |               |            |            |            |  |  |            |              |            |            |            |  |  |             |             |             |             |             |
| 7          | M Andrejeva   | 6          | 6          |            |  |  |            |               |            |            |            |  |  |            |              |            |            |            |  |  |             |             |             |             |             |
|            | M Šaríf       | 3          | 3          |            |  |  | 7          | M Andrejeva   | 6          | 7          |            |  |  |            |              |            |            |            |  |  |             |             |             |             |             |
|            | J Teichmann   | 4          | 5          |            |  |  |            | L Bronzetti   | 1          | 64         |            |  |  |            |              |            |            |            |  |  |             |             |             |             |             |
|            | L Bronzetti   | 6          | 7          |            |  |  |            |               |            |            |            |  |  | 7          | M Andrejeva  | 6          | 6          |            |  |  |             |             |             |             |             |
|            | H Baptiste    | 60         | 6          | 6          |  |  |            |               |            |            |            |  |  |            | H Baptiste   | 1          | 3          |            |  |  |             |             |             |             |             |
| PR         | S Cîrstea     | 7          | 1          | 2          |  |  |            | H Baptiste    | 78         | 6          |            |  |  |            |              |            |            |            |  |  |             |             |             |             |             |
| LL         | V Mboko       | 6          | 6          |            |  |  | LL         | V Mboko       | 6          | 3          |            |  |  |            |              |            |            |            |  |  |             |             |             |             |             |
| 25         | M Fręch       | 3          | 2          |            |  |  |            |               |            |            |            |  |  |            |              |            |            |            |  |  | 7           | M Andrejeva | 6           | 6           |             |
| 17         | B Krejčíková  | 3          | 6          | 6          |  |  |            |               |            |            |            |  |  |            |              |            |            |            |  |  | 10          | E Navarro   | 2           | 3           |             |
|            | A Eala        | 6          | 2          | 1          |  |  | 17         | B Krejčíková  | 6          | 3          | 6          |  |  |            |              |            |            |            |  |  |             |             |             |             |             |
|            | C Dolehide    | 6          | 6          |            |  |  |            | C Dolehide    | 4          | 6          | 2          |  |  |            |              |            |            |            |  |  |             |             |             |             |             |
|            | A Rus         | 2          | 2          |            |  |  |            |               |            |            |            |  |  | 17         | B Krejčíková | 6          | 3          | 4          |  |  |             |             |             |             |             |
|            | V Kuděrmetova | 6          | 6          |            |  |  |            |               |            |            |            |  |  | 10         | E Navarro    | 2          | 6          | 6          |  |  |             |             |             |             |             |
| PR         | L Ču          | 3          | 2          |            |  |  |            | V Kuděrmetova | 1          | 2          |            |  |  |            |              |            |            |            |  |  |             |             |             |             |             |
| WC         | P Kvitová     | 3          | 1          |            |  |  | 10         | E Navarro     | 6          | 6          |            |  |  |            |              |            |            |            |  |  |             |             |             |             |             |
| 10         | E Navarro     | 6          | 6          |            |  |  |            |               |            |            |            |  |  |            |              |            |            |            |  |  |             |             |             |             |             |

#### 6. sekce
| První kolo | První kolo    | První kolo | První kolo | První kolo |  |  | Druhé kolo | Druhé kolo    | Druhé kolo | Druhé kolo | Druhé kolo |  |  | Třetí kolo | Třetí kolo    | Třetí kolo | Třetí kolo | Třetí kolo |  |  | Čtvrté kolo | Čtvrté kolo   | Čtvrté kolo | Čtvrté kolo | Čtvrté kolo |
|            |               |            |            |            |  |  |            |               |            |            |            |  |  |            |               |            |            |            |  |  |             |               |             |             |             |
| 15         | K Muchová     | 5          | 2          |            |  |  |            |               |            |            |            |  |  |            |               |            |            |            |  |  |             |               |             |             |             |
|            | Sin-j Wang    | 7          | 6          |            |  |  |            | Sin-j Wang    | 5          | 5          |            |  |  |            |               |            |            |            |  |  |             |               |             |             |             |
|            | Z Sönmez      | 7          | 6          |            |  |  |            | Z Sönmez      | 7          | 7          |            |  |  |            |               |            |            |            |  |  |             |               |             |             |             |
|            | J Cristian    | 63         | 3          |            |  |  |            |               |            |            |            |  |  |            | Z Sönmez      | 3          | 61         |            |  |  |             |               |             |             |             |
|            | S Lamens      | 6          | 6          |            |  |  |            |               |            |            |            |  |  | 18         | J Alexandrova | 6          | 7          |            |  |  |             |               |             |             |             |
| Q          | I Jovic       | 1          | 1          |            |  |  |            | S Lamens      | 4          | 0          |            |  |  |            |               |            |            |            |  |  |             |               |             |             |             |
| Q          | P Hon         | 2          | 5          |            |  |  | 18         | J Alexandrova | 6          | 6          |            |  |  |            |               |            |            |            |  |  |             |               |             |             |             |
| 18         | J Alexandrova | 6          | 7          |            |  |  |            |               |            |            |            |  |  |            |               |            |            |            |  |  | 18          | J Alexandrova | 64          | 4           |             |
| 27         | M Linette     | 79         | 1          | 4          |  |  |            |               |            |            |            |  |  |            |               |            |            |            |  |  |             | B Bencic      | 7           | 6           |             |
| Q          | E Jacquemot   | 67         | 6          | 6          |  |  | Q          | E Jacquemot   | 6          | 1          | 2          |  |  |            |               |            |            |            |  |  |             |               |             |             |             |
|            | A Parks       | 0          | 3          |            |  |  |            | B Bencic      | 4          | 6          | 6          |  |  |            |               |            |            |            |  |  |             |               |             |             |             |
|            | B Bencic      | 6          | 6          |            |  |  |            |               |            |            |            |  |  |            | B Bencic      | 6          | 3          | 710        |  |  |             |               |             |             |             |
|            | K Volynets    | 3          | 7          | 6          |  |  |            |               |            |            |            |  |  |            | E Cocciaretto | 4          | 6          | 67         |  |  |             |               |             |             |             |
|            | T Maria       | 6          | 64         | 1          |  |  |            | K Volynets    | 0          | 4          |            |  |  |            |               |            |            |            |  |  |             |               |             |             |             |
|            | E Cocciaretto | 6          | 6          |            |  |  |            | E Cocciaretto | 6          | 6          |            |  |  |            |               |            |            |            |  |  |             |               |             |             |             |
| 3          | J Pegula      | 2          | 3          |            |  |  |            |               |            |            |            |  |  |            |               |            |            |            |  |  |             |               |             |             |             |

#### 7. sekce
| První kolo | První kolo    | První kolo | První kolo | První kolo |  |  | Druhé kolo | Druhé kolo | Druhé kolo | Druhé kolo | Druhé kolo |  |  | Třetí kolo | Třetí kolo | Třetí kolo | Třetí kolo | Třetí kolo |  |  | Čtvrté kolo | Čtvrté kolo | Čtvrté kolo | Čtvrté kolo | Čtvrté kolo |
|            |               |            |            |            |  |  |            |            |            |            |            |  |  |            |            |            |            |            |  |  |             |             |             |             |             |
| 8          | I Świątek     | 7          | 6          |            |  |  |            |            |            |            |            |  |  |            |            |            |            |            |  |  |             |             |             |             |             |
|            | P Kuděrmetova | 5          | 1          |            |  |  | 8          | I Świątek  | 5          | 6          | 6          |  |  |            |            |            |            |            |  |  |             |             |             |             |             |
| PR         | C McNally     | 6          | 6          |            |  |  | PR         | C McNally  | 7          | 2          | 1          |  |  |            |            |            |            |            |  |  |             |             |             |             |             |
| WC         | J Burrage     | 3          | 1          |            |  |  |            |            |            |            |            |  |  | 8          | I Świątek  | 6          | 6          |            |  |  |             |             |             |             |             |
|            | C Osorio      | 3          | 2          |            |  |  |            |            |            |            |            |  |  |            | D Collins  | 2          | 3          |            |  |  |             |             |             |             |             |
|            | D Collins     | 6          | 6          |            |  |  |            | D Collins  | 6          | 6          |            |  |  |            |            |            |            |            |  |  |             |             |             |             |             |
| Q          | V Erjavec     | 3          | 6          | 6          |  |  | Q          | V Erjavec  | 4          | 1          |            |  |  |            |            |            |            |            |  |  |             |             |             |             |             |
| 26         | M Kosťuk      | 6          | 3          | 4          |  |  |            |            |            |            |            |  |  |            |            |            |            |            |  |  | 8           | I Świątek   | 6           | 6           |             |
| 23         | C Tauson      | 2          | 6          | 6          |  |  |            |            |            |            |            |  |  |            |            |            |            |            |  |  | 23          | C Tauson    | 4           | 1           |             |
| WC         | H Watson      | 6          | 4          | 3          |  |  | 23         | C Tauson   | 6          | 712        |            |  |  |            |            |            |            |            |  |  |             |             |             |             |             |
|            | A Kalinska    | 6          | 7          |            |  |  |            | A Kalinska | 3          | 610        |            |  |  |            |            |            |            |            |  |  |             |             |             |             |             |
| Q          | N Stojanović  | 3          | 64         |            |  |  |            |            |            |            |            |  |  | 23         | C Tauson   | 78         | 6          |            |  |  |             |             |             |             |             |
|            | M Sakkari     | 6          | 6          |            |  |  |            |            |            |            |            |  |  | 11         | J Rybakina | 6          | 3          |            |  |  |             |             |             |             |             |
|            | A Blinkova    | 4          | 4          |            |  |  |            | M Sakkari  | 3          | 1          |            |  |  |            |            |            |            |            |  |  |             |             |             |             |             |
|            | E Avanesjan   | 2          | 1          |            |  |  | 11         | J Rybakina | 6          | 6          |            |  |  |            |            |            |            |            |  |  |             |             |             |             |             |
| 11         | J Rybakina    | 6          | 6          |            |  |  |            |            |            |            |            |  |  |            |            |            |            |            |  |  |             |             |             |             |             |

#### 8. sekce
| První kolo | První kolo       | První kolo | První kolo | První kolo |  |  | Druhé kolo | Druhé kolo       | Druhé kolo | Druhé kolo | Druhé kolo |  |  | Třetí kolo | Třetí kolo       | Třetí kolo | Třetí kolo | Třetí kolo |  |  | Čtvrté kolo | Čtvrté kolo      | Čtvrté kolo | Čtvrté kolo | Čtvrté kolo |
|            |                  |            |            |            |  |  |            |                  |            |            |            |  |  |            |                  |            |            |            |  |  |             |                  |             |             |             |
| 16         | D Kasatkina      | 7          | 6          |            |  |  |            |                  |            |            |            |  |  |            |                  |            |            |            |  |  |             |                  |             |             |             |
|            | E Arango         | 5          | 3          |            |  |  | 16         | D Kasatkina      | 6          | 4          | 6          |  |  |            |                  |            |            |            |  |  |             |                  |             |             |             |
|            | I-C Begu         | 78         | 1          | 6          |  |  |            | I-C Begu         | 2          | 6          | 1          |  |  |            |                  |            |            |            |  |  |             |                  |             |             |             |
| Q          | K Juvan          | 6          | 6          | 3          |  |  |            |                  |            |            |            |  |  | 16         | D Kasatkina      | 2          | 3          |            |  |  |             |                  |             |             |             |
|            | J Starodubceva   | 1          | 6          | 6          |  |  |            |                  |            |            |            |  |  | 19         | L Samsonova      | 6          | 6          |            |  |  |             |                  |             |             |             |
| WC         | F Jones          | 6          | 3          | 1          |  |  |            | J Starodubceva   | 2          | 1          |            |  |  |            |                  |            |            |            |  |  |             |                  |             |             |             |
|            | M Joint          | 3          | 2          |            |  |  | 19         | L Samsonova      | 6          | 6          |            |  |  |            |                  |            |            |            |  |  |             |                  |             |             |             |
| 19         | L Samsonova      | 6          | 6          |            |  |  |            |                  |            |            |            |  |  |            |                  |            |            |            |  |  | 19          | L Samsonova      | 7           | 7           |             |
| 28         | S Kenin          | 7          | 6          |            |  |  |            |                  |            |            |            |  |  |            |                  |            |            |            |  |  |             | J Bouzas Maneiro | 5           | 5           |             |
| Q          | T Townsend       | 65         | 2          |            |  |  | 28         | S Kenin          | 1          | 64         |            |  |  |            |                  |            |            |            |  |  |             |                  |             |             |             |
|            | J Bouzas Maneiro | 6          | 3          |            |  |  |            | J Bouzas Maneiro | 6          | 7          |            |  |  |            |                  |            |            |            |  |  |             |                  |             |             |             |
| Q          | E Seidel         | 3          | 2r         |            |  |  |            |                  |            |            |            |  |  |            | J Bouzas Maneiro | 6          | 2          | 6          |  |  |             |                  |             |             |             |
|            | V Azarenka       | 2          | 6          | 1          |  |  |            |                  |            |            |            |  |  |            | D Jastremska     | 1          | 6          | 3          |  |  |             |                  |             |             |             |
| Q          | A Zacharova      | 6          | 2          | 6          |  |  | Q          | A Zacharova      | 7          | 5          | 68         |  |  |            |                  |            |            |            |  |  |             |                  |             |             |             |
|            | D Jastremska     | 7          | 6          |            |  |  |            | D Jastremska     | 5          | 7          | 710        |  |  |            |                  |            |            |            |  |  |             |                  |             |             |             |
| 2          | C Gauff          | 63         | 1          |            |  |  |            |                  |            |            |            |  |  |            |                  |            |            |            |  |  |             |                  |             |             |             |

## Hráčské informace

### Divoké karty
- Jodie Burrageová
- Harriet Dartová
- Francesca Jonesová
- Hannah Klugmanová
- Petra Kvitová
- Mika Stojsavljevicová
- Heather Watsonová
- Mingge Xuová [70][71]

### Žebříčková ochrana
- Sorana Cîrsteaová (39.)
- Ču Lin (53.)
- Anastasija Sevastovová (65.)
- Caty McNallyová (71.)
- Yanina Wickmayerová (91.)[71]

### Kvalifikantky
- Carson Branstineová
- Čang Šuaj
- Veronika Erjavecová
- Linda Fruhvirtová
- Talia Gibsonová
- Priscilla Honová
- Elsa Jacquemotová
- Iva Jovicová
- Kaja Juvanová
- Petra Martićová
- Diane Parryová
- [p 1]Aljaksandra Sasnovičová
- Ella Seidelová
- Nina Stojanovićová
- Taylor Townsendová
- [p 1]Anastasija Zacharovová[72]

#### Šťastné poražené
- Victoria Mboková
- Solana Sierraová

### Odhlášení
Žebříček WTA k 19. květnu 2025, určujícímu vydání pro účast v hlavní soutěži. Ve startovním poli bylo 104 míst určeno pro přímou účast singlistek na základě žebříčku, 16 míst pro kvalifikantky a 8 pro hráčky na divokou kartu. Hranicí poslední přímé účastnice bylo 100. místo (Aoi Itóová) vzhledem k předpokládanému startu pěti tenistek pod žebříčkovou ochranou a odhlášení Kalininové. Minnenovou a Potapovovou, které odstoupily v týdnu před rozehráním, nahradily šťastné poražené z kvalifikace Mboková se Sierraovou.
- Anhelina Kalininová (83.) → nahradila ji  Aoi Itóová (100.)
- Anastasija Potapovová (36.) → nahradila ji  Victoria Mboková (LL)
- Greet Minnenová (80.) → nahradila ji   Solana Sierraová (LL)